# Triklina kristallsystemet

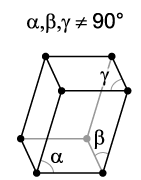
triklin kristall

Det triklina kristallsystemet har tre axlar som är olika långa och som skär varandra i olika vinklar, vilket ger ytpar (kristallform).
Exempel på mineral i detta kristallsystem är turkos, amazonit, kyanit, ulexit och labradorit.